# Wilhelm Meisel

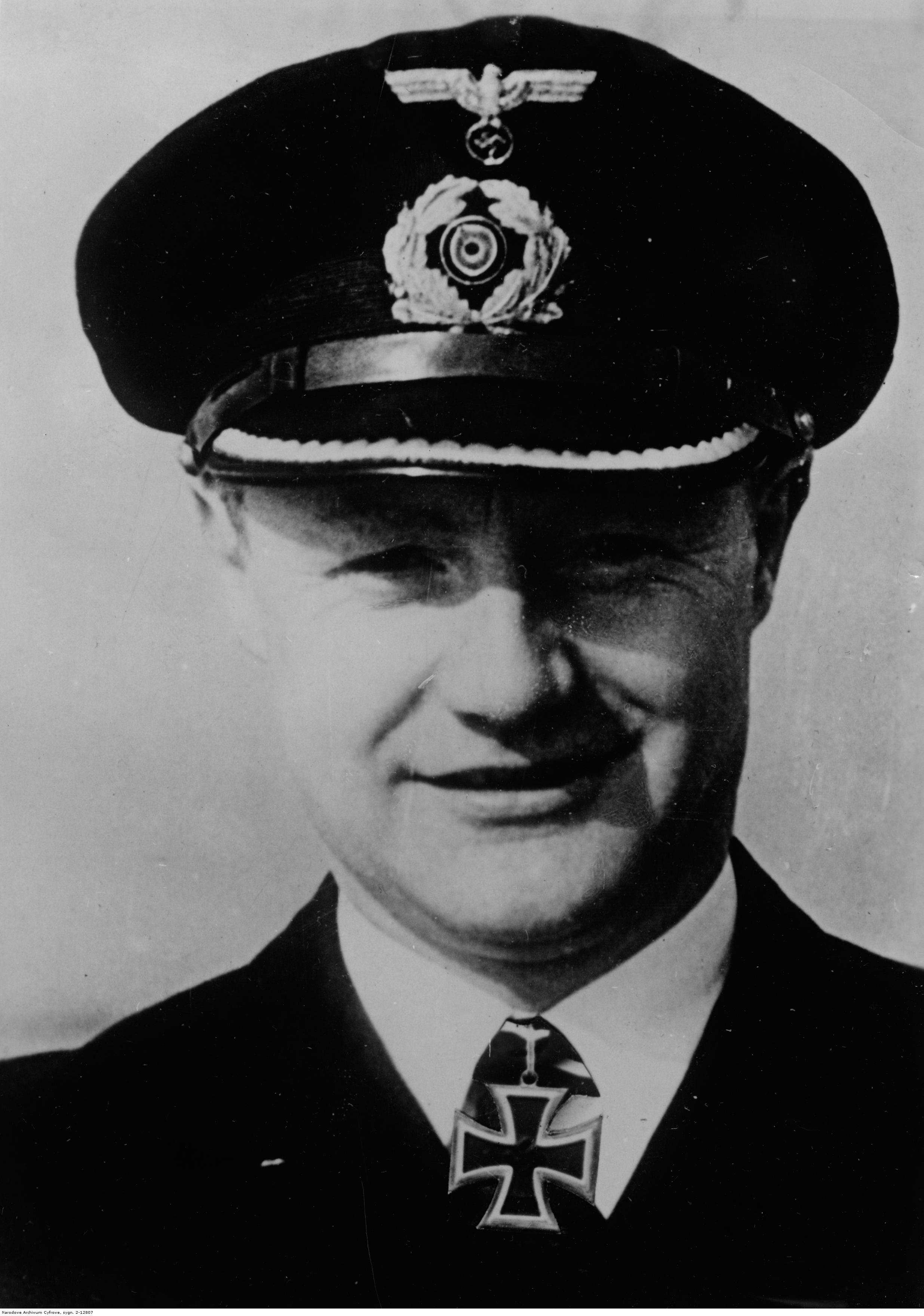
Wilhelm Meisel (1941)

Wilhelm Meisel (* 4. November 1893 in Zwickau; † 7. September 1974 in Müllheim (Baden)) war ein deutscher Marineoffizier, zuletzt Admiral im Zweiten Weltkrieg und ab 1. Mai 1944 Chef der Seekriegsleitung.

## Leben
Meisel besuchte ab Ostern 1904 das König-Albert-Gymnasium in Leipzig, trat am 1. April 1913 als Seekadett in die Kaiserliche Marine ein und erhielt seine Grundausbildung auf dem Großen Kreuzer Hertha. Anschließend erfolgte vom 1. April bis 1. August 1914 seine Kommandierung an die Marineschule Mürwik in Flensburg-Mürwik sowie seine Ernennung zum Fähnrich zur See am 3. April 1914. Man versetzte ihn nach Beginn des Ersten Weltkriegs am 2. August 1914 an Bord des Großen Kreuzers Moltke und am 1. Februar 1915 auf den Kleinen Kreuzer Stralsund. Am 25. November wurde er als Leutnant zur See (seit 18. September 1915) Adjutant auf dem Hilfskreuzer Möve. Nach der Rückkehr von zwei Feindfahrten erfolgte seine Versetzung als Wachoffizier am 1. April 1917 zunächst zur X. Torpedobootsflottille und am 15. Dezember 1917 zur VII. Torpedobootsflottille. Mit dieser wurde er nach Kriegsende in Scapa Flow interniert.
Nach der Versenkung der Kaiserlichen Hochseeflotte in Scapa Flow befand sich Meisel vom 21. Juni 1919 bis 31. Januar 1920 in britischer Kriegsgefangenschaft. Dort erfolgte am 7. Januar 1920 seine Beförderung zum Oberleutnant zur See. Nach seiner Rückkehr nach Deutschland wurde er zunächst zur Verfügung des Chefs der Marinestation der Nordsee gestellt und ab 1. März 1920 als Wachoffizier zur I. Torpedobootsflottille kommandiert. Am 31. Oktober 1920 erfolgte seine Ernennung zum stellvertretenden Kommandanten des Torpedobootes T 156 und vom 10. März 1921 bis 12. Oktober 1923 war Meisel Kommandeur der 2. Torpedobootshalbflottille. Im Anschluss daran versah er ab 13. Oktober 1923 seinen Dienst als Flaggleutnant im Stab des Befehlshabers der Seestreitkräfte Ostsee und wurde am 1. August 1925 zum Kapitänleutnant befördert. Vom 12. April bis 22. August 1926 wurde er zur Verfügung des Chefs der Marineleitung gestellt und anschließend bis 31. März 1927 zum Leiter des Erprobungsausschusses für Torpedobootsneubauten ernannt. Von dort wurde Meisel in der Ausbildungsabteilung der Marineleitung eingesetzt und vom 6. Oktober 1927 bis 23. März 1929 zur Führergehilfenausbildung kommandiert. Anschließend wurde er erneut zur Verfügung gestellt und am 18. August 1929 dem Schiffsstamm des Leichten Kreuzers Karlsruhe zugeteilt.
Nach der Fertigstellung des Kreuzers am 6. November 1929 wurde er auf dem Schiff als Torpedo-Offizier und Adjutant eingesetzt. Am 26. September 1931 übernahm Meisel die 2. Torpedobootshalbflottille und wurde am 1. Oktober 1932 zum Korvettenkapitän befördert. Das Kommando hatte er bis zu seiner Berufung als Admiralstabsoffizier im Stab des Führers der Torpedoboote am 5. Oktober 1933 inne. Anschließend wechselte Meisel am 2. Oktober 1934 als Lehrer an die Marine-Akademie und verblieb dort bis 13. März 1937 unter gleichzeitiger Beförderung zum Fregattenkapitän am 1. Oktober 1936. Er übernahm zunächst als Chef die Vorpostenflottille und vom 15. Juli bis 5. November 1937 in gleicher Funktion die 2. Torpedobootflottille. Am 6. Dezember wechselte er an die U-Bootschule als stellvertretender und ab 17. Februar bis 13. April 1938 als deren Kommandeur. Er war vom 14. April bis 5. September 1938 zur Verfügung des Führers der Torpedoboote gestellt, zeitgleich vom 16. Juni bis 30. Juni 1938 zur Baubelehrung Zerstörer bei der Deschimag kommandiert, und wurde am 1. August 1938 zum Kapitän zur See befördert. Man versetzte Meisel kurzzeitig in den Stab des Befehlshabers der Panzerschiffe und ernannte ihn am 26. Oktober 1938 zum Chef der neu aufgestellten 1. Zerstörerflottille, mit der er u. a. maritime Sicherungsaufgaben während des Spanischen Bürgerkriegs durchführte.
Dieses Kommando behielt er mit Beginn des Zweiten Weltkriegs zunächst bei und wurde am 28. Oktober 1939 Chef des Stabes im Stab des Befehlshabers der Sicherung Ostsee in Swinemünde. Am 4. September 1940 erfolgte Meisels Ernennung zum Kommandanten des Schweren Kreuzers Admiral Hipper. Mit dem Schiff führte er mehrfach Handelskrieg im Atlantik sowie im Nordmeer und erhielt seine Beförderung zum Konteradmiral am 1. September 1942 in Norwegen. Kurz darauf gab er am 8. November 1942 das Kommando über die Admiral Hipper ab und wechselte bis 10. Februar 1943 in das Marinegruppenkommando West als Chef des Stabes. Dort erhielt er am 1. Februar 1943 die Beförderung zum Vizeadmiral. Anschließend wurde er ab 21. Februar 1943 zum Chef des Stabes der Seekriegsleitung im Oberkommando der Kriegsmarine und am 1. Mai 1944 zum Chef der Seekriegsleitung ernannt. In der Zwischenzeit war am 1. April 1944 seine Beförderung zum Admiral erfolgt.
Nach der deutschen Kapitulation verblieb Meisel zunächst in seinem Amt und geriet Ende Mai 1945 im Sonderbereich Mürwik in britische Kriegsgefangenschaft, aus der er am 21. Januar 1947 entlassen wurde.
Ende der 40er Jahre versammelte Meisel mit Kapitän zur See a. D. Heinz Assmann den sogenannten Meisel-Kreis in Hamburg um sich. Einen losen Kreis aus Offizieren und Admiralen der ehemaligen Kriegsmarine, die sich mit einer zukünftigen deutschen Kriegsmarine befassten und in regelmäßigen Versammlungen alle Bereiche einer neuen deutschen Marine behandelten. Das Ergebnis der Arbeit des Meiselkreises war das „Bremerhavener Memorandum“ mit dem Titel "Gedanken ehemaliger deutscher Soldaten zum Neuaufbau einer deutschen Wehrmacht", das im Dezember 1950 veröffentlicht wurde. Viele der Mitglieder des Meiselkreises machten dann Karriere in der 1955 gegründeten Bundesmarine.

## Auszeichnungen
- Eisernes Kreuz (1914) II. und I. Klasse
- Ritterkreuz II. Klasse des Albrechts-Ordens mit Schwertern
- Hanseatenkreuz Hamburg
- Spanienkreuz in Silber
- Spange zum Eisernen Kreuz II. und I. Klasse
- Ritterkreuz des Eisernen Kreuzes am 26. Februar 1941[3]
- Flotten-Kriegsabzeichen am 1. November 1941
- Orden der Aufgehenden Sonne II. Klasse